# Ludwik z Ravensbergu
Ludwik z Ravensbergu (zm. w październiku 1308 w Osnabrücku) – biskup Osnabrücku od 1297.

## Życiorys
Ludwik był synem hrabiego Ravensbergu Ludwika i Adelajdy z Dassel. W 1297 został biskupem Osnabrücku. W okresie rządów w biskupstwie doszło do konfliktu Ludwika z kapitułą katedralną. Na zaproszenie kapituły nastąpiła interwencja zbrojna hrabiego Mark Eberharda II wraz z biskupem Münsteru Konradem z Bergu. Ten wcześniej próbował mediować w sporze, ale Ludwik wspierał jego konkurenta do władzy w biskupstwie Münsteru Ottona z Rietbergu. W decydującym starciu wojska Ludwika pokonały przeważające siły interweniujących sąsiadów, jednak on sam zmarł wskutek odniesionych ran. Grób Ludwika w katedrze w Osnabrücku został ozdobiony trofeami bitewnymi.